# Lattarico
Lattarico é uma comuna italiana da região da Calábria, província de Cosenza, com cerca de 4.137 habitantes. Estende-se por uma área de 42 km², tendo uma densidade populacional de 99 hab/km². Faz fronteira com Bisignano, Fuscaldo, Luzzi, Montalto Uffugo, Rota Greca, San Benedetto Ullano, San Martino di Finita, Torano Castello.

## Demografia
| Variação demográfica do município entre 1861 e 2011                               |
|                                                                                   |
| Fonte: Istituto Nazionale di Statistica (ISTAT) - Elaboração gráfica da Wikipedia |